# Niveau d'organisation (biologie)
 (juillet 2023).
En biologie, les niveaux d'organisation du vivant forment une hiérarchie des structures et des systèmes biologiques complexes qui définissent la vie en utilisant une approche réductionniste. La hiérarchie traditionnelle, détaillée ci-dessous, s'étend des atomes aux biosphères.
Chaque niveau de la hiérarchie représente une augmentation de la complexité organisationnelle, chaque « objet » étant principalement composé de l'unité de base du niveau précédent. Le principe de base de l'organisation est le concept d'émergence — les propriétés et les fonctions trouvées à un niveau hiérarchique ne sont pas présentes aux niveaux inférieurs.
L'organisation biologique de la vie est une prémisse fondamentale pour de nombreux domaines de la recherche scientifique, en particulier dans les sciences médicales. Sans ce niveau d'organisation, il serait beaucoup plus difficile, voire impossible, d'appliquer l'étude des effets de divers phénomènes physiques et chimiques aux maladies et à la physiologie. Par exemple, des domaines tels que les neurosciences comportementales ne pourraient pas exister si le cerveau n'était pas composé de types spécifiques de cellules, et les concepts de base de la pharmacologie ne pourraient pas exister si l'on ne savait pas qu'un changement au niveau cellulaire peut affecter tout un organisme. Ces applications s'étendent également aux niveaux écologiques. Par exemple, l'effet insecticide direct du DDT se produit au niveau subcellulaire, mais affecte des niveaux plus élevés jusqu'aux écosystèmes. Théoriquement, un changement dans un atome pourrait changer toute la biosphère

L'unité la plus simple dans cette hiérarchie est l'atome, comme l'oxygène. Deux atomes ou plus forment une molécule, comme le dioxyde d'oxygène. De nombreuses petites molécules peuvent se combiner lors d'une réaction chimique pour constituer une macromolécule, telle qu'un phospholipide. Plusieurs macromolécules forment une cellule, comme une cellule club. Un groupe de cellules fonctionnant ensemble comme un tissu, par exemple, le tissu épithélial. Différents tissus constituent un organe, comme un poumon. Les organes travaillent ensemble pour former un système d'organes, tel que l'appareil respiratoire. Tous les systèmes d'organes forment un organisme vivant, comme un lion. Un groupe du même organisme vivant ensemble dans une zone est une population, telle qu'une troupe de lions. Deux populations ou plus interagissant les unes avec les autres forment une communauté, par exemple, les populations de lions et de zèbres interagissant les unes avec les autres. Les communautés interagissant non seulement entre elles mais aussi avec l'environnement physique englobent un écosystème, tel que l'écosystème de la savane. L'ensemble des écosystèmes constitue la biosphère, l'aire de la vie sur Terre. Mais ceci n est qu’un détaille car les molécules peuvent en effet se multiplier
pour remplacer la peau morte ou qui sais faite couper

Le schéma d'organisation biologique standard simple, du niveau le plus bas au niveau le plus élevé, est le suivant :
| Pour les niveaux plus petits que les atomes, voir Particule subatomique.                                |                         | |
| Niveau acellulaire et Niveau pré-cellulaire                                                             | Atomes                  | Particules constitutives à la base de toute matière dans l'Univers et sur Terre                                                                |
| Niveau acellulaire et Niveau pré-cellulaire                                                             | Molécule                | Groupes d'atomes |
| Niveau acellulaire et Niveau pré-cellulaire                                                             | Complexe biomoléculaire | Groupes de (bio)molécules |
| Niveau sub-cellulaire                                                                                   | Organite                | Groupes fonctionnels de biomolécules, réactions biochimiques et interactions                                                                   |
| Niveau cellulaire                                                                                       | Cellule                 | Unité de base de toute vie et groupement d'organites                                                                                           |
| Niveau multicellulaire                                                                                  | Tissu                   | Groupes fonctionnels de cellules |
| Niveau systémique                                                                                       | Organe                  | Groupes fonctionnels de tissus |
| Niveau systémique                                                                                       | Système d'organes       | Groupes fonctionnels d'organes |
| Niveaux écologiques                                                                                     | Organisme               | Le système vivant de base, un groupement fonctionnel des composants de niveau inférieur, comprenant au moins une cellule                       |
| Niveaux écologiques                                                                                     | Population              | Groupes d'organismes de la même espèce |
| Niveaux écologiques                                                                                     | Communauté ou biocénose | Groupes interspécifiques de populations en interaction                                                                                         |
| Niveaux écologiques                                                                                     | Écosystème              | Groupes d'organismes de tous les domaines biologiques en conjonction avec l'environnement physique ( abiotique )                               |
| Niveaux écologiques                                                                                     | Biome                   | Échelle continentale (zones climatiquement et géographiquement contiguës avec des conditions climatiques similaires) groupement d'écosystèmes. |
| Niveaux écologiques                                                                                     | Biosphère ou Écosphère  | Toute vie sur Terre ou toute vie plus l'environnement physique (abiotique)                                                                     |
| Pour les niveaux supérieurs à la biosphère ou à l'écosphère, voir Situation de la Terre dans l'Univers. |                         | |

Des schémas plus complexes intègrent beaucoup plus de niveaux. Par exemple, une molécule peut être considérée comme un groupement d'éléments et un atome peut être divisé en particules subatomiques (ces niveaux sortent du cadre de l'organisation biologique). Chaque niveau peut également être décomposé en sa propre hiérarchie, et des types spécifiques de ces objets biologiques peuvent avoir leur propre schéma hiérarchique. Par exemple, les génomes peuvent être subdivisés en une hiérarchie de gènes.
Chaque niveau de la hiérarchie peut être décrit par ses niveaux inférieurs. Par exemple, l'organisme peut être décrit à n'importe lequel de ses niveaux de composants, y compris les niveaux atomique, moléculaire, cellulaire, histologique (tissu), d'organe et de système d'organe. De plus, à chaque niveau de la hiérarchie, de nouvelles fonctions nécessaires au contrôle de la vie apparaissent. Ces nouveaux rôles ne sont pas des fonctions dont les composants de niveau inférieur sont capables et sont donc appelés propriétés émergentes.
Chaque organisme est organisé, mais pas nécessairement au même degré. Un organisme ne peut pas être organisé au niveau histologique (tissu) s'il n'est pas composé de tissus en premier lieu.

## Émergence de l'organisation biologique
L'organisation biologique aurait émergé au cours de ce qui est appelé le « monde à ARN », lorsque les chaînes d'ARN ont commencé à exprimer les conditions de base nécessaires au fonctionnement de la sélection naturelle telle que conçue par Darwin : héritabilité, variation de type et compétition pour des ressources limitées. L'aptitude d'un réplicateur d'ARN (son taux d'augmentation par habitant) aurait probablement été fonction de capacités d'adaptation intrinsèques (en ce sens qu'elles étaient déterminées par la séquence nucléotidique) et de la disponibilité des ressources,. Les trois principales capacités d'adaptation peuvent avoir été :
- la capacité de se répliquer avec une fidélité modérée (donnant lieu à la fois à l'héritabilité et à la variation de type) ;
- la capacité d'éviter la décomposition ;
- et la capacité d'acquérir et de traiter les ressources[7],[8].

Ces capacités auraient été initialement déterminées par les configurations repliées des réplicateurs d'ARN (voir « Ribozyme ») qui, à leur tour, seraient codées dans leurs séquences nucléotidiques individuelles. Le succès compétitif entre différents réplicateurs d'ARN aurait dépendu des valeurs relatives de ces capacités d'adaptation. Par la suite, parmi les organismes plus récents, le succès compétitif à des niveaux successifs d'organisation biologique a vraisemblablement continué à dépendre, au sens large, des valeurs relatives de ces capacités d'adaptation.

## Fondamentaux
Les fondements théoriques sont résumés par la thermodynamique. Lorsque les systèmes biologiques sont modélisés comme des systèmes physiques, dans son abstraction la plus générale, ce sont des systèmes ouverts thermodynamiques qui présentent un comportement auto-organisé, et les relations ensemble/sous-ensemble entre les structures dissipatives peuvent être caractérisées dans une hiérarchie.
Une manière plus simple et plus directe d'expliquer les principes fondamentaux de l'organisation hiérarchique de la vie, a été introduite dans l'Écologie par Odum et d'autres sous le nom de « principe hiérarchique de Simon » ; Simon a souligné que la hiérarchie « émerge presque inévitablement à travers une grande variété de processus évolutifs, pour la simple raison que les structures hiérarchiques sont stables ».